# Terceira Frente Ucraniana

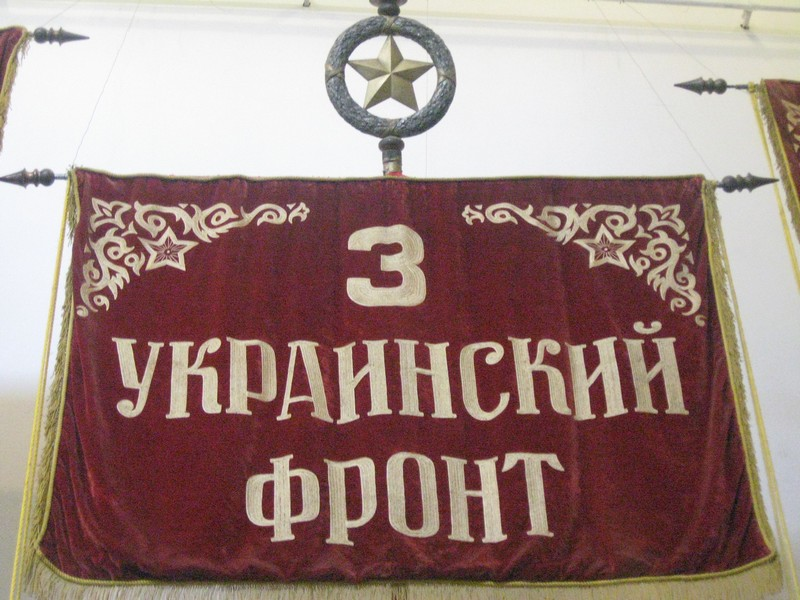
Estandarte da Terceira Frente Ucraniana.

A Frente Sudoeste (em russo:  Ю́го-За́падный фро́нт), mais tarde renomeada Terceira Frente Ucraniana (em ucraniano:  Третій Український фронт) foi uma frente do Exército Vermelho durante a Segunda Guerra Mundial.
A Frente Sudoeste foi criada pelo Exército Imperial Russo durante a Primeira Guerra Mundial, e mais tarde incorporada primeiro à República Socialista Federativa Soviética da Rússia, durante a Guerra Civil Russa, e recriada pelo Exército Vermelho durante a Segunda Guerra Mundial.

## Origens
A Frente Sudoeste foi criada em 22 de junho de 1941, pelo Distrito Militar Especial de Kiev, já durante a Segunda Guerra Mundial. A fronteira ocidental da frente em junho de 1941 tinha 865 km de comprimento, e ía do rio Pripiat na altura da cidade de Wlodawa até o rio Prut na altura de Lipkany, na fronteira com a Romênia. Ao norte, ela fazia fronteira com a Frente Ocidental, que se estendia até a fronteira com a Lituânia, e ao sul com a Frente Sul, que se estendia até a cidade de Odessa, no Mar Negro.
A Frente Sudoeste estava no principal eixo de ataque do Grupo de Exércitos Sul alemão, durante a Operação Barbarossa. No início da guerra com a Alemanha, a Frente continha os 5º, 6º, 26º e 12º exércitos soviéticos. Os 16º e 19º exércitos permaneceram na reserva, atrás das forças avançadas. Essas forças participaram de batalhas de tanques no oeste da Ucrânia e foram cercadas e destruídas na Batalha de Uman e na Batalha de Kiev em agosto e setembro de 1941.
A Frente foi imediatamente restabelecida com novas forças. Durante o período da Batalha de Moscou, ela foi comandada pelo Marechal Semion Timoshenko, e incluiu de norte a sul os 40º, 21º, 36º e 6º exércitos. Ela foi formalmente dissolvida em 12 de julho de 1942,  e suas forças foram transferidas para a Frente de Stalingrado e a Frente Sul.
A Frente foi reformada com tropas de reserva em 22 de outubro de 1942, e renomeada Terceira Frente Ucraniana em 20 de outubro de 1943, com base em uma ordem de Stavka de 16 de outubro.

## Terceira Frente Ucraniana
Nessa nova fase, a frente passou a incluir o 1º Exército da Guarda, o 8º Exército da Guarda, o 17º Exército Aéreo e os 6º, 12º e 46º exércitos. Mais tarde, ela incluiu o 5º Exército de Choque; os 4º e 9º exércitos da Guarda; os 26º, 27º, 28º, 37º e 57º exércitos; o 6º Exército Blindado da Guarda; e os 1º, 2º e 4º exércitos búlgaros. A Frota do Danúbio foi também incluída no controle operacional da Frente, incluindo a sua 83ª Brigada de Infantaria Naval.

## Operações ofensivas de Zaporójia e Dnipropetrovsk

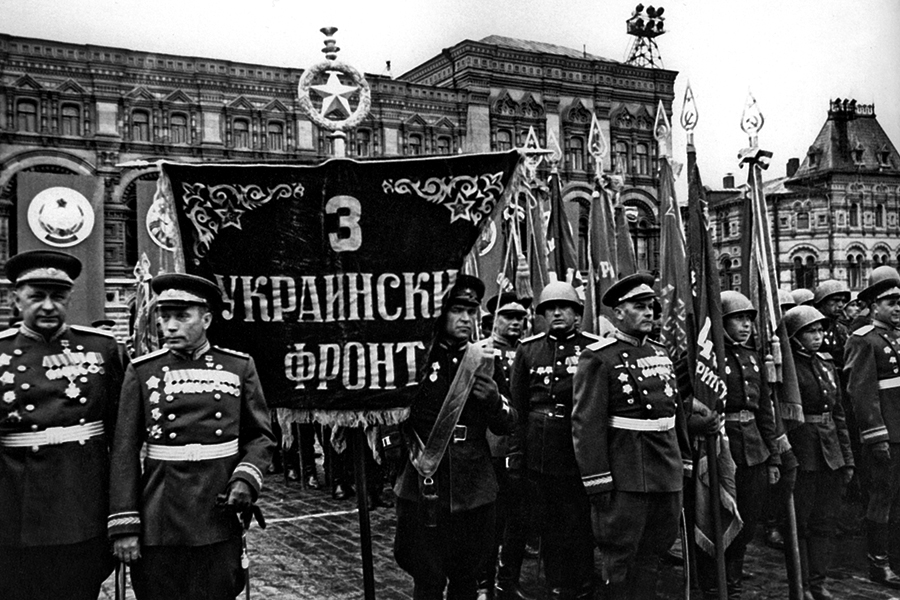
A Terceira Frente Ucraniana em desfile no Desfile da Vitória de Moscou de 1945, na Praça Vermelha.

Na primeira metade de outubro de 1943, a ainda Frente Sudoeste, comandada pelo General do Exército Rodion Malinovski, foi incumbida de atacar a linha Panther-Wotan alemã e de, posteriormente, proteger as cabeças-de-ponte na margem oriental do Dniepre no eixo Izium-Dnipro, durante a Batalha do Dniepre. Como a primeira tentativa de estabelecer cabeças-de-ponte falhou, três exércitos de infantaria (8º da Guarda , 3º da Guarda e o 12º Exército) e dois corpos 1º Corpo Mecanizado da Guarda e 23º Corpo de Tanques, com o 17º Exército Aéreo fornecendo apoio aéreo) foram reunidos para um novo ataque.
Em 10 de outubro de 1943, 8º Exército da Guarda, comandado por Vassili Chuikov, lançou o ataque. O 12º Exército atacou a partir do norte, e o 3º da Guarda a partir do sul de Zaporijia. Os alemães recuaram de Zaporijia, destruindo a ponte ferroviária sobre o Dniepre.
Em 23 de outubro, Malinovski, que queria tomar Dnipropetrovsk e cercar o Primeiro Exército Panzer na parte leste da curva do Dniepre, acrescentou o recém-chegado 46º Exército ao combate. Juntamente com o 8º da Guarda, ele tentava prender as forças alemãs contra a margem ocidental do Dniepre, entre Dnipropetrovsk e Kanianske, o local da grande Usina Hidrelétrica do Dniepre. O 46º Exército tentou chegar a tempo de impedir a destruição da represa, mas, embora Dnipropetrovsk tenha sido conquistada em 25 de outubro, as instalações da usina e da represa foram parcialmente destruídas.
Ao mesmo tempo, a Segunda Frente Ucraniana, de Koniev, estava atacando em direção ao Kryvyi Rih a partir do norte, com o 7º Exército da Guarda, mas o 1º Exército Panzer foi salvo no momento em que o ataque de Koniev a Kryvyi Rih parou no rio Ingulets, ao norte de Kherson.  No entanto, Nikolai Vatutin, comandando a 1ª Frente Ucraniana localizada ao norte de Poltava, enviou o 5º Exército Blindado da Guarda que penetrasse ao norte de Kryvyi Rih, e este só foi detido pela teimosa defesa alemã e pela extensão de suas próprias linhas de abastecimento.  Ambas as operações permitiram que as duas Frentes criassem uma cabeça-de-ponte Krementchug-Dnipropetrovsk, expandida para Zaporijia pela quebra da Linha Wotan, pela Frente Sul.
Mais tarde, unidades do 6º Exército estabeleceram cabeças-de-ponte ao sul de Zaporijia e, no final de dezembro, juntamente com a Segunda Frente Ucraniana, conquistaram a principal fortaleza estratégica do Dniepre.
Após a libertação da margem direita da Ucrânia pelas tropas da Terceira Frente Ucraniana, esta, em colaboração com a Quarta Frente Ucraniana responsável pela Operação Nikopol-Krivoy Rog em 1944, dirigiu-se para o distrito de Ingulets, onde em março-abril lançou uma ofensiva na área de  Nikolaiev-Odessa.  Depois de realizar a Operação Bereznegovato-Snigirevskaya, a frente preparou-se para atacar Odessa.
Antes da Ofensiva Odessa, a Terceira Frente Ucraniana recebeu reforços substanciais.  Ela agora reunia sete exércitos: o 5º Exército de Choque, o 6º Exército, o 8º Exército da Guarda, o 28º Exército, o 37º Exército,o  46º Exército e o 57º Exército. Malinovski também formou um grupo de cavalaria mecanizada, que consistia do 4º Corpo de Cavalaria da Guarda e do 4º Corpo Mecanizado. O alvo era o porto de Nikolaiev e o grande porto de Odessa, no Mar Negro. O ataque começou em 6 de março de 1944, quando as tropas soviéticas forçaram os rios Ingulets, Visun e Ingul. A frente ajudou a Frota do Mar Negro a completar a libertação do sul da Ucrânia, libertou grande parte da RSS da Moldávia, moveu-se para o Dniestre, e coquistou cabeças-de-ponte na margem direita, incluindo uma em Kitskanski. 

## Romênia e Bulgária

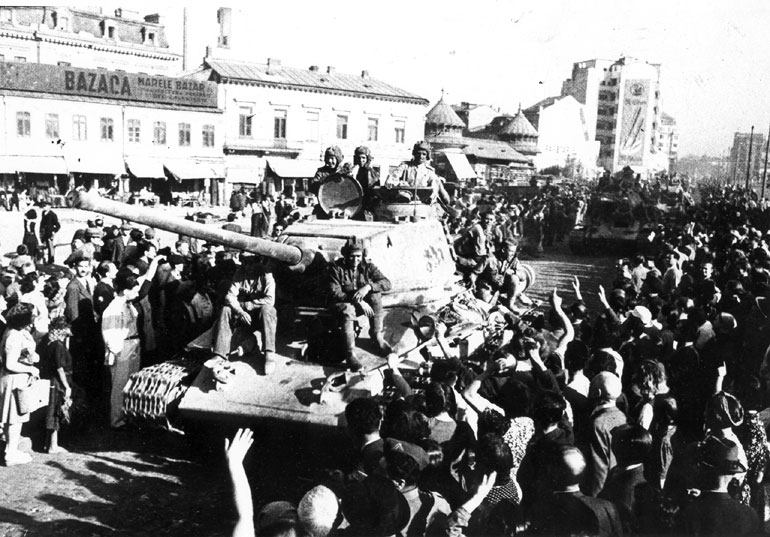
As tropas da Terceira Frente Ucraniana sendo recebidas em Bucareste, em 31 de agosto de 1944.

Em agosto de 1944, a Terceira Frente Ucraniana  empenhou-se na Ofensiva Iassi-Kishinev, que resultou na libertação de toda a RSS da Moldávia, e a Romênia declarou guerra à Alemanha.
Em 8 de setembro, as tropas soviéticas entraram no território da Bulgária e, no final do mês, ocuparam o país.  De 28 de setembro a 20 de outubro de 1944, a Terceira Frente Ucraniana, em colaboração com o Exército de Libertação Popular da Iugoslávia e com a participação de tropas da Frente Pátria da Bulgária, executou a Ofensiva de Belgrado, que resultou na libertação da capital da Iugoslávia, Belgrado, e da maior parte da Sérvia.
Entre outubro de 1944 e fevereiro de 1945, a Terceira Frente Ucraniana foi envolvida no cerco de Budapeste.  Suas tropas atravessaram o Danúbio e estabeleceram uma cabeça-de-ponte na margem direita. Em janeiro de 1945, eles repeliram os contra-ataques inimigos, tentando aliviar as forças cercadas em Budapeste, e, em março, durante a Operação Frühlingserwachen, uma contra-ofensiva bateu as tropas alemãs na área do Lago Balaton. O resultado favorável nesta batalha tornou possível o início da Ofensiva de Viena, em 16 de março, em conjunto com a Segunda Frente Ucraniana.  Posteriormente, as forças da frente completaram a libertação da Hungria, expulsaram o inimigo da parte oriental da Áustria e tomaram sua capital, Viena.
Entre outubro e dezembro de 1944, a Frente incluiu o 57º Exército.
Em 15 de junho de 1945, com base em uma diretiva da Stavka de 29 de maio, a frente foi dissolvida e reorganizada como o Grupo de Forças Sul. O 26º Exército foi agrupado com o 37º Exército.

## Comando

### Comandantes
- General do Exército Rodion Malinovski (outubro de 1943 - maio de 1944);
- General do Exército, e, desde setembro de 1944 Marechal da União Soviética, Fiodor Tolbukhin (maio de 1944 - fim da guerra).

### Membro do Conselho Militar
- Tenente-Genera, e, desde setembro de 1944  Coronel-general, A. Jeltov (toda a guerra).

### Chefes-de-gabinete
- Tenente-general Teodosius K. Korjenevich (outubro de 1943 - maio de 1944);
- Tenente-general, e, desde maio de 1944  em maio de 1944 coronel-general, Sergei Biriuzov (maio-outubro de 1944);
- Tenente-general, e, desde abril de 1945 coronel-general, Simon P. Ivanov (outubro de 1944 - fim da guerra).